# Forskellige syn på Første Mosebog
Fra forskellige sider og religioner har der været fremlagt forskellige syn på Første Mosebog og værket har været genstand for diskussion og uenighed både hvad angår forfatterskab og datering, men også på de abrahamittiske religioners syn på teksten, samtidig med at teksten bliver brugt som autoritativ tekst også i andre religioner som Ba'hai. De forskellige retninger tillægger teksten forskellig betydning og konklusion. Inden for hver trosretning kan der være stor uenighed om synes på Første Mosebog.

## Ateistisk syn
Ateister anerkender ikke eksistensen af Gud og anerkender derfor heller ikke Første Mosebog som andet end et dokument med poetisk eller litterær interesse.

## Ba'hai syn
Ifølge Ba'hais grundlægger Bahá’u’lláh er alle religioner en del af sandheden om Gud. Gennem tiden har Gud åbenbaret sig gennem profeter som Abraham, Krishna, Moses, Zoroaster, Buddha, Kristus og Muhammed. De har bidraget med hver deres åbenbaring fra Gud og den sidste store profet er Bahá’u’lláh selv. I denne åbenbaring indgår Bibelen og dermed også Første Mosebog som Guds åbenbaring af en del af sandheden om Gud.

## Bibelkritisk syn
Bibelkritikken har fået forskellige konskvenser for bibelteksten gennem historien. Københavnerskolen mener ikke at begivnehederne i Første Mosebog nogensinde har fundet sted. Abraham, Isak og Jakob har aldrig eksisteret og israelitterne har aldrig været i Egypten og beretningerne er rent opspind.

## Islamisk syn
Mange af beretningerne fra Første Mosebog er genfortalt i Koranen, med en del variationer. For eksempel genfindes beretningerne om Kain og Abel, Noa og syndfloden, Abrahams ofring af Isak, Lot og Sodoma og Gomorra. Koranen lægger stor vægt på den moralske side af profeterne og fortællingen om Lots drukkenskab findes således ikke i Koranen. I muslimsk teologi accepteres torahen (kaldet Tawrat) som en åbenbaring fra Gud til Moses, men samtidig mener man, at den overleverede torah er blevet korrumperet og at den eneste troværdige tekst derfor er Koranen som den blev overleveret til profeten Muhammed. Koranen indeholder som den sidste åbenbaring essensen af alle tidligere åbenbaringer, inklusiv torahen og evangeliet. 

## Jehovas vidners syn
Jehovas vidner anser Bibelen for Guds åbenbarede ord til mennesker og anser Første Mosebog for historisk kildeskrift, hvor begivenhederne er sket bogstaveligt. Jehovas vidner læser Det Gamle Testamente i lyset af Jesus og hans komme. Det er åbenbaringen af Guds lov og udvælgelsen af et bestemt folk, Israel. Fortolkningen af Bibelen tillægges "Det Styrende Råd" på hovedkontoret i Brooklyn.

## Jødisk syn
Det antages i kristen kontekst ofte, at den jødiske forståelse af de fælles skrifter er stort set den sammen som den kristne, men dette er ikke tilfældet. For Første Mosebogs vedkommende er der f.eks. afgørende forskelle i tolkningen af passagen om Adam og Eva. Således opfattes beretningen blot som en historisk hændelse i urtiden, og ikke som i kristendommen som et egentligt syndefald, der nødvendiggør en frelseshistorie. Ligeledes identificeres slangen i beretningen ikke med Satan, der i øvrigt i jødedommen indtager en ganske anden rolle end i kristendommen, og Guds tiltale til slangen opfattes ikke som en messiansk profeti.

## Kristent syn
Den tidlige kristne kirke med dens jødiske rødder fastholdt et syn på Første Mosebog som autoritativ og baserede dens teologi på dens tolkning af dette og andre jødiske skrifter. Således blev beretningen om Adam og Eva i Edens have set som et syndefald med vidtrækkende teologiske implikationer, idet det medførte en overgang til en falden tid præget af synd, død og ufuldkommenhed. Slangen blev tolket som Satan selv, og syndefaldet tænktes at indstifte arvesynden – en grundlæggende arvelig syndighed, der gør at ingen mennesker kan være fuldkomne. Dette danner baggrunden for det kristne dogme, at verden efter syndefaldet er ufuldkommen, og der derfor er behov for Guds frelsesplan, hvor Gud Sønnen i skikkelse af Jesus Kristus lod sig dø på korset for at skabe mulighed for en genoprettelse af den oprindelige harmoni mellem Gud og mennesker.
Forfatteren af Johannesevangeliet parafraserede over Første Mosebogs første kapitel ved at personificere det evige logos (gr. λόγος "fornuft", "ord", "tale"): "I begyndelsen var Ordet, og Ordet var hos Gud, og Ordet var Gud." Denne passage markerer fremkomsten af det karakteristisk kristne dogme om treenigheden og begyndelsen på bruddet med jødedommen sidst i det 1. århundrede e.Kr. Jesus blev tolket som den "nye Adam", som ville forløse mennesket fra synden i Edens have, og Noas ark blev et symbol på kirken selv, som tilbyder frelse ved dåbens vand. Den abrahamitiske pagt blev nyfortolket af de tidlige kristne: Guds løfte til det udvalgte folk blev nu rakt videre fra Abrahams børn til Abrahams "åndelige" slægtninge, som var dem, der accepterede den nye pagt mellem Gud – i skikkelse af Jesus Kristus – og hans kirke.

## Mormoners syn
Mormoner anser Bibelen for at være autoritativ, hvis den er oversat korrekt, men der er ifølge mormonerne store oversættelsesproblemer i de nuværende autoriserede Bibeler. I 1830 blev Joseph Smith beordret af Gud til at oversætte Bibelen, tilføje og rette de mangler, der havde indfundet sig gennem tiden. Han nåede aldrig at udgive sin oversættelse af Bibelen. Mormonkirken udgiver ikke hele Joseph Smiths oversættelse af Bibelen, men udgiver Mosebogen, som er en genoversættelse af Mosebøgerne samt noget af Matthæusevangeliet med tilføjelser og ændringer, som ikke findes i kildeskrifterne, de udgør en del af Den Kostelige Perle. Kristi Samfund udgiver hele Joseph Smiths oversættelse.